# Condotiero

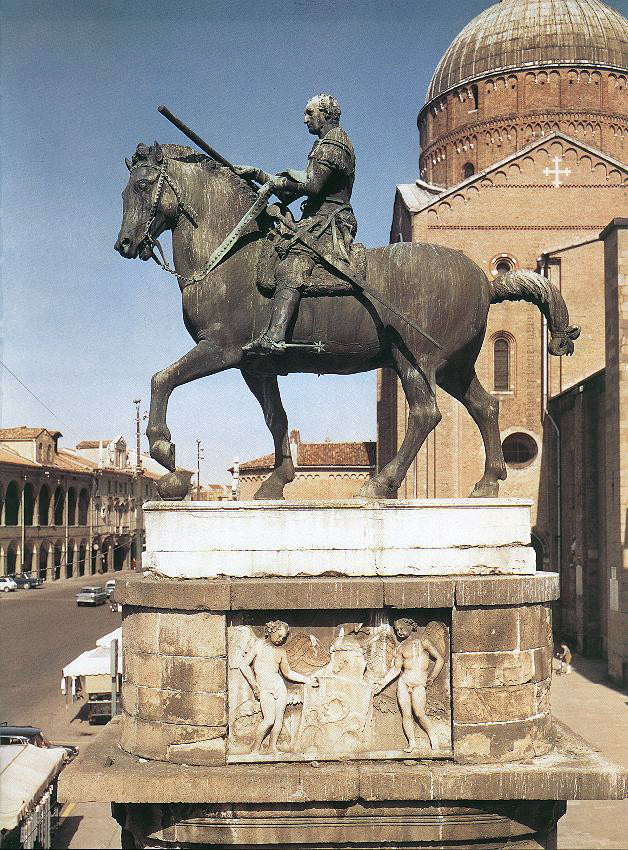
Estatua ecuestre en Padua del condotiero Erasmo de Narni, conocido como Gattamelata (escultura de Donatello).

Los condotieros (en italiano, condottieri; singular condottiero) eran mercenarios al servicio de las ciudades-estado italianas desde finales de la Edad Media hasta mediados del siglo XVI. La palabra condottiero deriva de condotta (conducta), término que designaba al contrato entre el capitán de mercenarios y el gobierno que alquilaba sus servicios. Con el tiempo, la palabra pasó a designar vestigialmente a cualquier líder militar o comandante de la escuela italiana.
Los condotieros consideraban la guerra como un verdadero arte. Sin embargo, sus intereses no eran siempre los mismos que los de los Estados a cuyo servicio estaban. Buscaban riqueza, fama y tierras para sí, y no estaban ligados por lazos patrióticos a la causa por la que luchaban. Eran célebres por su falta de escrúpulos: podían cambiar de bando si encontraban un mejor postor antes o incluso durante la batalla. Conscientes de su poder, en ocasiones eran ellos los que imponían condiciones a sus supuestos patronos.
La organización base de los condotieros era la compañía (compagnia di ventura), comandada por un capitán. El número de sus efectivos siempre fue muy variable en función del momento y la importancia de la compañía, pudiendo ser desde poco más del centenar a algunos millares. Cubrían todas las especialidades militares de la época, desde la infantería a la caballería pesada. Podía ocurrir que para cumplir con una condotta, el capitán que la firmaba, y que lógicamente tenía su propia compañía, tuviera que subcontratar a otras compañías menores. En este caso el primer capitán o gran condotiero firmaba otra condotta con estas compañías. A su vez estos capitanes también la firmaban con sus hombres, de tal manera que la condotta era un contrato, verbal o escrito, que se extendía a todo el ejército condotiero. Por lo general, se especificaba que el mando directo de cada compañía dependía del propio capitán de esta.
Los primeros condotieros fueron mercenarios extranjeros (sobre todo alemanes), pero ya en el siglo XV casi todos los profesionales de las armas eran italianos. Este siglo supuso la verdadera edad de oro de los condotieros, con grandes figuras, como Gattamelata o Bartolomeo Colleoni. A principios del siglo XVI, sin embargo, fueron incapaces de hacer frente con sus tácticas anticuadas y sus armaduras medievales a los ejércitos modernos de las potencias europeas que invadieron Italia, y terminaron por desaparecer hacia 1550.

## Historia

### Mercenarios extranjeros
Durante los siglos XIII y XIV se hizo común en las prósperas ciudades-estado del norte de Italia recurrir para su defensa a la contratación de tropas de mercenarios. En un principio, estos mercenarios no eran italianos. A finales del siglo XIII y comienzos del XIV, las tropas mercenarias (entonces denominadas "masnade") provenían principalmente de Alemania, Brabante (brabanzoni) y Aragón. Se considera que uno de los primeros condotieros fue Roger de Flor, quien, tras combatir en Italia, alquiló sus servicios al emperador bizantino Andrónico II. Otro destacado condotiero fue Juan de Bohemia, que sirvió a Perugia contra Arezzo al mando de su tropa de mercenarios denominada Compagnia della Colomba ("Compañía de la Paloma").

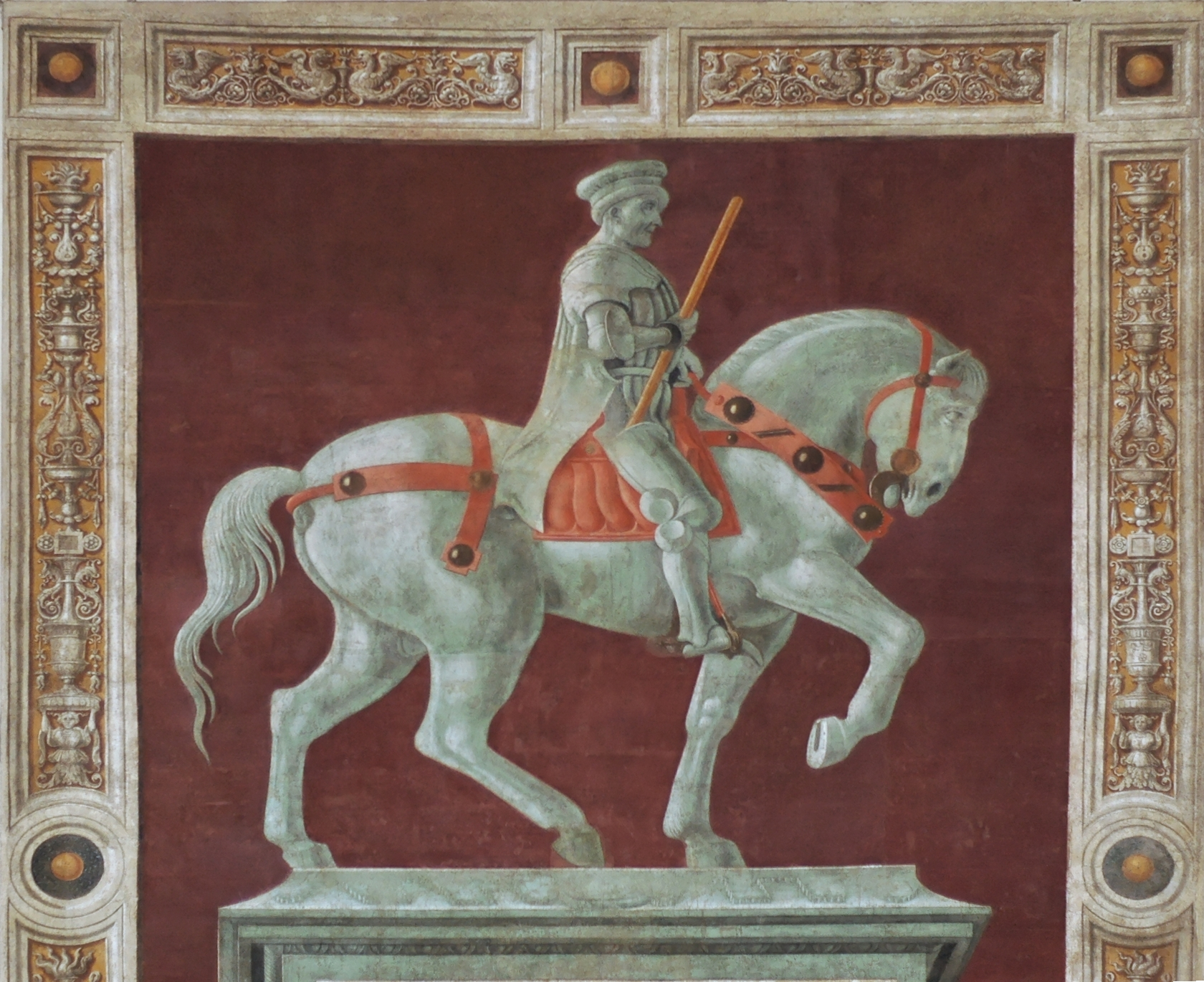
John Hawkwood, obra de Paolo Uccello.

Si bien al comienzo estas tropas de mercenarios apenas se distinguían de hordas de bandidos, con el tiempo se convirtieron en ejércitos disciplinados y bien organizados. El primer ejército mercenario bien organizado fue la Gran Compañía, dirigida primeramente por el caballero suabo Werner de Urslingen y luego por Montreal de Albarno y Konrad von Landau. Llegó a contar con un ejército bien organizado de 9000 hombres armados. Urslingen impuso a sus tropas una severa disciplina, pero también estableció un reparto equitativo de las ganancias. La Gran Compañía recorrió Italia, dedicándose al pillaje y a exigir dinero, con la excusa de la protección, a todos los gobiernos locales. Sus capitanes obtuvieron enormes sumas a cambio de los servicios de sus tropas: durante el mismo año de 1353 Montreal de Albarno cobró 16,000 florines de Pisa, otros 16,000 de Siena, 25,000 de Florencia y 50,000 de Rímini.
La Gran Compañía fue derrotada en 1362 por un nuevo ejército mercenario, compuesto de hombres de varias nacionalidades, la Compagnia Bianca ("Compañía Blanca") del inglés John Hawkwood, que empleaba tácticas militares más avanzadas. El éxito del ejército de Hawkwood hizo que surgiesen rápidamente tropas similares bajo el mando de capitanes italianos, como la Compagnia della Stella ("Compañía de la Estrella") de Astorre I Manfredi; la Compañía de San Jorge de Ambrogio Visconti, la Compagnia del Cappelletto ("Compañía del Sombrerito") de Niccolò da Montefeltro; y la Compagnia della Rosa de Giovanni da Buscareto y Bartolomeo Gonzaga. 
Pronto cobraron conciencia de su verdadero poder y empezaron a imponer los términos de su contrato a sus supuestos patronos. Muchos condotieros, como Braccio da Montone y Muzio Attendolo Sforza, se convirtieron en figuras destacadas de la política del siglo XIV.

### La edad de oro de los condotieros
Desde el siglo XV, los principales condotieros eran todos italianos, muchos de ellos eran hijos segundones de casas aristocráticas que, debido a los privilegios de la primogenitura no se esperaban que heredasen derechos nobiliarios de sus padres; otros tenían orígenes mucho más modestos, pero todos poseían una gran familiaridad con las actividades guerreras desde su temprana adolescencia. Procedían de todas las regiones de Italia, pero predominaban los originarios de Romaña, Lombardía, Piamonte y Umbría. El condotiero más famoso del siglo XV fue Giovanni dalle Bande Nere, de Forlì, hijo de Caterina Sforza, llamado "el último condotiero" (queriendo decir "el último condotiero famoso"). Su hijo fue Cosme I de Médicis, gran duque de Toscana. 
A veces los propios soberanos de un determinado territorio se convertían en condotieros durante un tiempo para aumentar sus ingresos: así fueron los casos de Sigismondo Malatesta, señor de Rímini, o de Federico da Montefeltro, duque de Urbino. Las ganancias para estos gobernantes, sea en dinero o territorios, eran desde luego muy altas.
Los piratas de estas nuevas compañías mercenarias no eran elegidos por sus hombres, sino al revés. La condotta se convirtió en un tipo de contrato consolidado y detallado en cuanto al reparto del pillaje, los rescates a recibir por capturar un prisionero importante, o los términos por los cuales un guerrero podía abandonar el servicio de la condotta. Cuando el período de contrato (ferma) concluía, la compañía debía esperar durante un nuevo período, denominado aspetto ("espera"), en el cual el Estado conservaba la posibilidad de renovarlo. Aun cuando el contrato hubiese concluido de modo definitivo, el condotiero debía aguardar dos años antes de hacer la guerra a sus antiguos contratantes. 

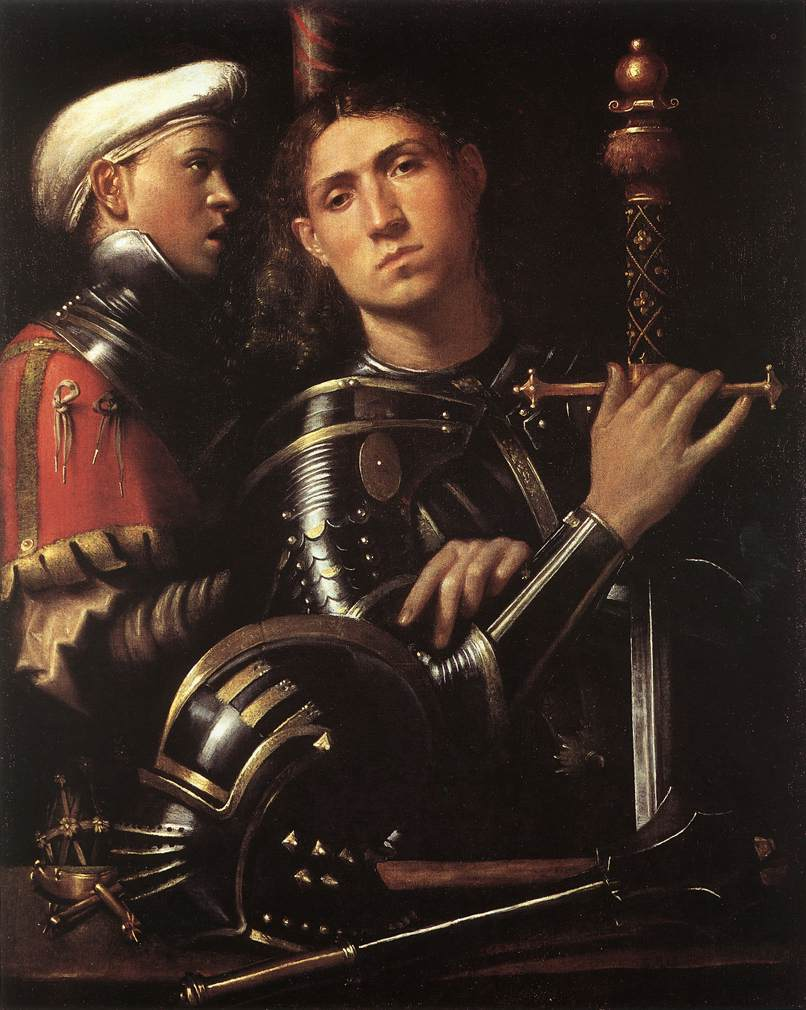
Condotiero con su escudero. Obra de Cavazzola.

La condotta se aplicaba también a los marinos mercenarios. En esos casos se denominaba contratto d'assento, y assentisti a los capitanes que alquilaban sus servicios de esta forma. Los assentisti fueron utilizados sobre todo por la República de Génova y los Estados Pontificios desde el siglo XIV. La República de Venecia, en cambio, juzgaba humillante contratar a este tipo de "mercenarios del mar" debido a su propia condición de gran potencia naval, y nunca acudió a ellos, ni siquiera en los momentos más peligrosos de su historia. 
Los condotieros fueron los árbitros de las batallas que se libraron en Italia durante el siglo XV, especialmente de la guerra entre Venecia y Milán por la supremacía en el norte de Italia, en la que participaron condotieros tan conocidos como Francesco Sforza, Gattamelata, Bartolomeo Colleoni, y Gian Giacomo Trivulzio, de las luchas entre Florencia y Pisa, o de las pugnas de los Estados Pontificios por aumentar su poder en Italia central; de hecho fueron los condotieros los individuos más influyentes en la política de los estados italianos de entonces que, carentes de tropas propias y con súbditos reacios a combatir, dependían exclusivamente del contrato con una condotta como sustento de su seguridad y poderío.

### Decadencia y final
El declive de los condotieros llegó en 1494, cuando el rey francés Carlos VIII emprendió la primera invasión extranjera de Italia en más de un siglo. Sus tropas utilizaban masivamente la artillería, contra la que los condotieros no estaban preparados para combatir, además de estar basadas en un esquema militar donde jefes y oficiales dependían -para su paga y ascensos- directamente del monarca francés y no de señores feudales, lo cual hacía mucho más difícil que desertasen o cambiasen de bando. Aunque las tropas francesas utilizaban también mercenarios suizos, estos aspiraban a una buena paga antes que a influencia política sobre un señorío en un país desconocido, siendo así más confiables que los condotieros. 
Para estas fechas, a fines del siglo XV, los condotieros italianos solían privilegiar sus intrigas políticas y el lucro antes que el "arte guerrero" donde lucían sus conocimientos en táctica militar: de hecho las campañas bélicas podían resultar incruentas si un bando lograba sobornar a la condotta enemiga, las batallas se tornaban en simples exhibiciones de fuerza donde los mercenarios evitaban riesgos mortales, y donde atrapar prisioneros (de preferencia, adinerados) resultaba más lucrativo para cobrar rescate, antes que matar soldados enemigos. 
Los triunfos franceses de 1494 causaron pronto la intervención de España, reino que casi nunca utilizaba mercenarios, pero las tropas españolas aun así demostraron una valía militar que hacía innecesario recurrir a la costosa -y muy poco fiable- condotta. Muchos de los condotieros más famosos decidieron entonces ponerse al servicio de potencias extranjeras: Gian Giacomo Trivulzio  por ejemplo, abandonó a Milán por Francia, Francisco II Gonzaga y Ludovico II de Saluzzo también se unieron a los franceses, y Andrea Doria se convirtió en almirante del emperador español Carlos V. 
Las Guerras Italianas, en las cuales la península fue invadida por los modernos ejércitos de los Habsburgo y de Francia, marcaron el final de la edad dorada de los condotieros, incapaces de hacer frente a los piqueros suizos, los lansquenetes alemanes, la caballería francesa o los tercios españoles. Sobre todo, los condotieros carecían de experiencia en el uso de la artillería y los arcabuces o mosquetes que eran ya imprescindibles en los modernos ejércitos europeos, además que sus tácticas de riesgo mínimo eran poco útiles ante rivales cuya meta era inutilizar al enemigo. Así, la práctica de la condotta ya había desaparecido hacia 1550, pero la palabra condottiero, sin embargo, continuó utilizándose para denominar en Europa a los generales distinguidos de origen italiano, sobre todo cuando combatían al servicio de potencias extranjeras, tales como Marco Antonio Colonna, Ottavio Piccolomini y Raimondo Montecuccoli.